# Alex Marrow
Alexander James Marrow (ur. 21 stycznia 1990 w Tyldesley, Anglia) – angielski pomocnik występujący w Carlisle United.